# دانشگاه کاتولیک لوون
دانشگاه کاتولیک لوون (به فرانسوی: Université catholique de Louvain) یا یو. سی. ال قدیمی‌ترین دانشگاه کشور بلژیک در لوون-ل-نوو (Ottignies-Louvain-la-Neuve) در ۳۰ کیلومتری شهر بروکسل واقع است. این دانشگاه بزرگترین دانشگاه فرانسوی زبان بلژیک و در رده‌بندی دانشگاه‌ها همواره یکی از بهترین دانشگاه‌های فرانسوی زبان جهان تلقی می‌شود.

## تاریخچه

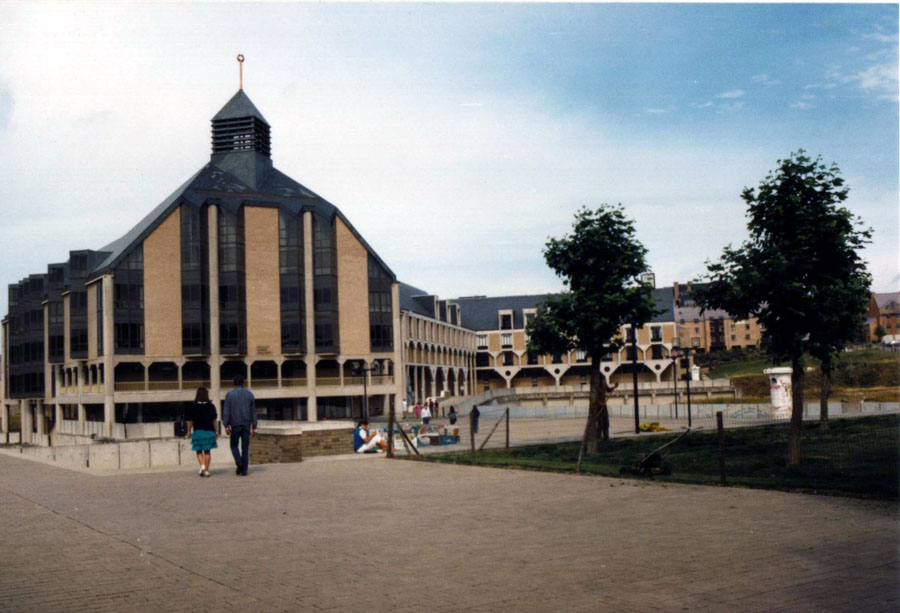
گراند پلس (Grand Plac)

دانشگاه کاتولیک لوون در سال ۱۴۲۵ میلادی، در شهر لوون بلژیک بنا گذاشته شد و همواره در قلب اروپا به عنوان یکی از مراکز مهم دانشکاهی اروپا تلقی می‌شد. تا سال ۱۹۶۸ دانشگاه در شهر لوون قرار داشت که بعلت بالاگرفتن تنش‌های زبانی و قومی مابین هلندی‌زبان‌های بلژیک (فلاماند) و فرانسوی‌زبان‌ها (والونی) و اینکه شهر لوون در بخش هلندی زبان قرار دارد، فرانسوی زبان‌ها مجبور به ترک شهر هلندی زبان شدند و در محلی نزدیک به اوتینی لوون جدید را ساختند. (Louvain-la-Neuve) چنین بود که دانشگاه کاتولیک لوون دو پاره شد و اکنون به دو بخش هلندی زبان Katholieke Universiteit Leuven و فرانسوی زبان Université catholique de Louvain تقسیم شده‌است. امروزه از هر دوی این دو دانشگاه، به عنوان بهترین دانشگاه‌های بلژیک نام می‌برند.

## رتبه‌بندی
| سال  | رتبه (تغییر) |
| ---- | ------------ |
| ۲۰۰۵ | ۸۸           |
| ۲۰۰۶ | ۷۶ ( ۱۲)     |
| ۲۰۰۷ | ۱۲۳ ( ۴۷)    |
| ۲۰۰۸ | ۱۱۶ ( ۷)     |
| ۲۰۰۹ | ۱۲۶ ( ۱۰)    |